# Moving On (Asking Alexandria)
Moving On è un singolo del gruppo musicale britannico Asking Alexandria, pubblicato il 29 luglio 2014 come quarto estratto dal terzo album in studio From Death to Destiny.

## Tracce
Testi di Danny Worsnop e Ben Bruce, musiche di Ben Bruce e James Cassells.
CD promozionale (Regno Unito)
1. Moving On – 4:02

Download digitale
1. Moving On – 4:02
2. Moving On (Acoustic) – 4:03

## Formazione
Gruppo
- Danny Worsnop – voce
- Ben Bruce – chitarra solista, voce
- Cameron Liddell – chitarra
- Sam Bettley – basso
- James Cassells – batteria

Altri musicisti
- Logan Mader – programmazione, sound design elettronico

Produzione
- Ash Avildsen – produzione esecutiva
- Joey Sturgis – produzione, ingegneria del suono, produzione ed ingegneria vocale
- David Bendeth – missaggio
- Michael "Mitch" Milan – montaggio digitale
- Ted Jensen – mastering
- Nick Sampson – produzione ed ingegneria vocale, montaggio vocale
- Allan Hessler – ingegneria vocale aggiuntiva
- Bryan Pino – tracciamento vocale aggiuntivo
- Joe Graves – tracciamento vocale aggiuntivo

## Classifiche
| Classifica (2015)                | Posizione massima |
| -------------------------------- | ----------------- |
| Stati Uniti (mainstream rock)    | 6                 |
| Stati Uniti (rock & alternative) | 44                |